# Stenomalina
Stenomalina is een geslacht van vliesvleugeligen uit de familie Pteromalidae. De wetenschappelijke naam van dit geslacht is voor het eerst geldig gepubliceerd in 1946 door Ghesquière.

## Soorten
Het geslacht Stenomalina omvat de volgende soorten:
- Stenomalina bicolor (Förster, 1841)
- Stenomalina chloris (Walker, 1836)
- Stenomalina communis (Nees, 1834)
- Stenomalina dercyllus (Walker, 1839)
- Stenomalina dives (Walker, 1835)
- Stenomalina epistena (Walker, 1835)
- Stenomalina fallax (Förster, 1841)
- Stenomalina favorinus (Walker, 1839)
- Stenomalina fervida Graham, 1965
- Stenomalina fontanus (Walker, 1839)
- Stenomalina gracilis (Walker, 1834)
- Stenomalina iera (Walker, 1844)
- Stenomalina illudens (Walker, 1836)
- Stenomalina laticeps (Walker, 1850)
- Stenomalina liparae (Giraud, 1863)
- Stenomalina madagascariensis (Risbec, 1952)
- Stenomalina micans (Olivier, 1813)
- Stenomalina oxygyne (Walker, 1835)
- Stenomalina pilosa Xiao & Huang, 1999
- Stenomalina rhaeticus (Dalla Torre, 1898)
- Stenomalina rossiliensis Graham, 1986
- Stenomalina spectabilis (Förster, 1841)